# Rodolfo Lipizer
Rodolfo Lipizer (Gorizia, 16 gennaio 1895 – 8 giugno 1974) è stato un violinista, compositore e direttore d'orchestra italiano.

## Biografia
Rodolfo Lipizer, nato a Gorizia il 16 gennaio 1895, era il primogenito dei quattro figli del cancelliere del tribunale imperialregio asburgico Rodolfo Antonio e di Ludovica Maria Pelizon, discendente di una famiglia goriziana di antiche tradizioni musicali: il padre Filippo era stato l'ultimo liutaio della famiglia Pelizon (la più rappresentativa con Matteo Goffriller (1659 - 1742), Domenico Montagnana (1686 - 1750), Pietro Giovanni Guarneri (1655 - 1720), Michele Deconet (1713 - 1799), Giorgio e Santo Serafin (1699 - 1776), per l'influenza di stile e idee di costruzione germaniche intrise di gusto tipicamente italiano), che aveva avuto in Antonio Pelizon (1763-1850) l'esponente più importante, i cui violini risalivano "alla scuola dell'Amati pur essendo originali, vere e proprie opere d'arte"., mentre per altri si rifacevano alla scuola napoletana dei Gagliano (famiglia). Secondo il Maestro liutaio Gio Batta Morassi (1934-2018) "si possono intravedere nei suoi strumenti alcune caratteristiche corrispondenti ad altre scuole o autori, ma ciò è pura casualità e non certamente copiatura o imitazione".
Morti il padre nel 1905 e la madre nel 1912, dovette provvedere al mantenimento dei fratelli (Ferruccio, Oscarre ed Eleonora) collaborando con l'orchestra del Teatro "G. Verdi" di Gorizia e con quella del Duomo, ma suonando anche nelle orchestrine cittadine. Acquisì gli insegnamenti violinistici di base dai maestri Erminio Bovi e Alfredo Lucarini, il quale si era diplomato in violino al Conservatorio San Pietro a Majella di Napoli, in seguito giunse a Gorizia e fu insegnante di violino e direttore della locale Civica Scuola di Musica (succursale del conservatorio di Trieste fondato nel 1903). Il giovane Lipizer si era già distinto nel saggio finale degli allievi della Scuola di musica di lunedì 27 luglio 1908, che ebbe luogo nella palestra dell’Unione Ginnastica Goriziana, eseguendo alcuni brani al violino.. Ottenne nel frattempo la maturità presso la k.k. Staatsoberrealschule di Gorizia.
Negli anni 1914-1915, per due semestri, studiò presso la Staatliche Hochschule für Musik di Vienna, dapprima nella classe di violino del prof. Hugo von Steiner (1862 - 1942), viola del celebre Rosé Quartet dal 1885 al 1901, e poi in quella del prof. Gottfried Feist (1880 - 1952), allievo di Otakar Ševčík. Successivamente, dal semestre invernale 1916-1917 al semestre estivo 1918, seguì all'Università di Vienna i corsi della Facoltà di filosofia e scienze musicali di Guido Adler, uno dei fondatori della musicologia austriaca di tipo storicistico, e di Egon Wellesz, allievo prediletto di Arnold Schönberg. Poté frequentare l'Università grazie al sostegno finanziario dei Görzer Landesfonds (Fondi statali goriziani).
Rientrato a Gorizia, divenuta italiana nel 1918 dopo la fine della prima guerra mondiale, nel 1920 per il riconoscimento legale dovette rifare il diploma di violino al Conservatorio "Giuseppe Verdi" (Milano). Nel 1921 ritornò a Vienna per frequentare i corsi di perfezionamento di violino e composizione tenuti all'Academie für Musik und darstellende Kunst) da Joseph Marx (1882 - 1964), che nel 1922 ne divenne il direttore, ed Eusebius Mandyczewski (1857-1929), amico di Johannes Brahms (1833-1897), e di direzione d'orchestra di Franz Schalk (1863 - 1931), allievo di Anton Bruckner (1824-1896).
Intraprese quindi la carriera violinistica come solista e in formazioni cameristiche. Nel 1924 fondò la società degli "Amici della musica", operativa fino al 1930, del cui complesso orchestrale fu direttore e nel cui ambito furono organizzati 17 concerti da lui diretti. Frattanto nel 1927 aveva vinto il concorso a direttore stabile dell'Orchestra sinfonica di Abbazia, dove divenne amico del compositore Marcel Tyberg (1893 - 1944) e diresse 28 concerti. Lo stesso anno sposava Mara Forcessin, insegnante elementare: dal matrimonio nacque la figlia Elena (1930-2017), insegnate e pianista. Fu anche organizzatore dei "Sabati Musicali" e fondatore dell'Orchestra sinfonica di Gorizia che diresse ospitando celebri solisti, tra cui Pina Carmirelli, Gioconda De Vito, Albertina Ferrari, Carlo Vidusso, Aldo Priano, Nino Rossi, Jan Kubelík, Ornella Orlandini, Alessandro Costantinides, Giannino Carpi, Margit Spirk, Silvano Massoni, Ezio Dal Pino, Ludwig Hoelscher. Il 15 febbraio 1938 diresse il concerto inaugurale del ristrutturato Teatro “Giuseppe Verdi” di Gorizia su progetto dell’architetto Umberto Cuzzi.; il 3 agosto 1947 il concerto per la riapertura dopo la guerra del Castello di Gorizia.
Nel 1938 il Ministro Giuseppe Bottai dichiarò "La Tecnica Superiore del Violino" idonea all’adozione e all’uso nei Regi Conservatori di Musica e negli Istituti musicali pareggiati del Regno d'Italia. Dal 1930 al 1961 fu direttore dell'Istituto Comunale di Musica, sorto in seguito alla riforma della precedente Civica Scuola di Musica, fondata il 19 giugno 1841
Fu presidente per tredici anni consecutivi (1961-1974) del Concorso Internazionale di canto corale "Cesare Augusto Seghizzi" di Gorizia e di altri concorsi, nonché fiduciario del Sindacato nazionale musicisti e dell'Accademia di musica contemporanea. Si dedicò con particolare passione all'insegnamento e alla didattica, ricercando e attuando moderne ed efficaci soluzioni per i problemi tecnici e interpretativi del violino.
L'innato genio creativo e la sua formazione artistica, derivata dalle scuole italiana e viennese, e i frutti della sua esperienza gli permisero di scrivere fondamentali opere didattiche per il violino "la cui consistenza tecnica va al di là dei capiscuola Otakar Ševčík e Carl Flesch" e "rivestono un autentico valore musicale, testimonianza della sua completezza artistica". Morì a Gorizia l'8 giugno 1974.
Sabato 28 giugno 2025 ai Giardini Pubblici di Corso Verdi di  Gorizia è avvenuta la cerimonia di inaugurazione del busto in bronzo dedicato al Maestro Rodolfo Lipizer, opera di Franco Dugo, in occasione del 50° anniversario della scomparsa, ricordato come "Musicista, Musiker e Glasbenik". L'evento è stato realizzato con il contributo del Ministero della Cultura – Direzione Generale dello Spettacolo dal Vivo, della Fondazione Cassa di Risparmio di Gorizia e del Comune di Gorizia. 

## Opere didattiche
- La tecnica superiore del violino (Stamp.G.E.P.Mignani, 1933); Casa Ricordi, Milano, E.R. 2602 1958; Rist. 1975, 1983, 1988, 1991, 2001; Casa Ricordi, Milano, E.R. 2964, 2012
- Johann Sebastian Bach, Sei Sonate e Partite per violino (BWV 1001-1006), Revisione fedelmente ricostruita dal manoscritto autografo con suggerimenti di segni di interpretazione e diteggiata di Rodolfo Lipizer, edizione a cura di Marco Fornaciari e Lorenzo Qualli, Casa Ricordi, Milano, E.R. 3018,  2019, ISMN 979-0-041-83018-6
- L'arte e la tecnica del vibrato sul violino e viola, Casa Ricordi, Milano, E.R. 2963, 2022, 'ISMN 979-0-041-82963-0
- La Tecnica Basilare del Violino, edizione a cura di L Qualli, Casa Ricordi, Milano, 2023, ISBN 978-88-3340-3748
- La tecnica del vibrato sulle corde doppie (inedito)

## Composizioni musicali
- Rodolfo Lipizer, "Ciante pur..." Villotta per coro a 4 voci miste su versi di Giuseppe Collodi (Tite di Sandri) ; revisione di F. Madotto.
- Rodolfo Lipizer, "Die Lorelei" - Quattro Lieder per soprano e pianoforte su testi di Heinrich Heine, L. Pfeifer, Anonymous. Traduzione dal tedesco di Ervino Pocar; edizione a cura di F. Quali.
- Franz Schubert - Rodolfo Lipizer, "Ave Maria", trascrizione per canto, orchestra d'archi, arpa e organo; edizione a cura di F. Quali.
- Franz Schubert - Rodolfo Lipizer, "Serenata", trascrizione per canto, orchestra d'archi e arpa; edizione a cura di F. Quali.
- Rodolfo Lipizer, "Ich grolle nicht", lied per canto, orchestra d'archi, arpa e due corni in Fa; trascrizione ed edizione di F. Quali.
- F. Escher – R. Lipizer, "Oh tu Stele", trascrizione per coro virile e orchestra d’archi, edizione a cura di F. Quali.
- Antonio Lasciac - Rodolfo Lipizer, “Orazion a la Madone di Mon Sant” (Orazione alla Madonna di Monte Santo di Gorizia) per coro, orchestra d'archi e campane, edizione a cura di F. Quali.
- Buttò M. – Rodolfo Lipizer – “Ave Maria” per soprano, coro e organo, edizione a cura di F. Quali.
- Vittore Veneziani - Rodolfo Lipizer, "Mattinata" per coro virile e orchestra, edizione a cura di F. Quali.
- Buzzi Peccia A.- Rodolfo Lipizer, "Torna Amore" per canto, orchestra d'archi e arpa, edizione a cura di F. Quali.
- Rodolfo Lipizer, "Warum sind denn die Rosen so blaß", per canto e pianoforte (1921), a cura di F. Quali.
- Rodolfo Lipizer, "Warum sind denn die Rosen so blaß", per canto e orchestra (1941), a cura di F. Quali.
- Augusto Cesare Seghizzi – R. Lipizer, 1ª Rapsodia "Gotis di rosade", elaborazione per coro virile, orchestra d'archi e arpa, a cura di F. Quali
- Rodolfo Lipizer, Commento orchestrale per la rappresentazione di “Agamennone” di Eschilo (inedito)
- Orchestrazione di composizioni di vari autori: Nicola Porpora-Corti, Hugo Wolf, François-Joseph Gossec, Cesare Augusto Seghizzi e altri. (inediti)

## Critica e recensioni
La tecnica superiore del violino ha riscosso successo di critica sin dalla prima edizione (Stamp.G.E.P.Mignani, 1933). Successive edizioni: Casa Ricordi, Milano, ER 2602 1958; Rist. 1975, 1983, 1988, 1991, 2001; Casa Ricordi, Milano, E.R. 2964, 2012
Si riportano autorevoli consensi espressi da insigni musicisti, compositori e violinisti italiani e internazionali:
- Michelangelo Abbado: Opera concepita con raro intuito didattico e di grande utilità, non solo per i giovani studiosi, ma anche per i violinisti già formati che desiderano approfondire su solide basi il proprio repertorio tecnico...
- Giuseppe Alessandri: Lipizer ha superato i migliori metodi esistenti del genere offrendo allo studioso la possibilità di superare i progressi armonici e tecnici della musica moderna.
- Eduardo Berrio: Il contributo del Maestro Lipizer allo sviluppo dell'arte internazionale del violino ha un importante e dovuto ruolo nello sviluppo musicale mondiale.
- Paolo Borciani: Ritengo (La tecnica superiore del violino) assai utile per gli allievi dei corsi avanzati anche per la sua impronta più moderna di molti altri metodi conosciuti.
- Raymond Gallois-Montbrun: Ammiro le qualità de “La tecnica superiore del violino”, che potrebbe essere chiamata “la tecnica moderna del violino”.
- Josef Gingold: L'autore dimostra un'eccezionale conoscenza dei segreti del violino che presenta in maniera chiara. Io spero che ogni violinista ricavi da queste superbe opere tanto piacere quanto ne ho avuto io.
- Franco Gulli: Opera straordinariamente interessante ed utilissima per i corsi superiori di violino, in quanto propone degli esercizi di alta virtuosità, disposti progressivamente, in modo da poter rendere un ottimo risultato a chi vi si dedichi, soprattutto per il fatto che moltissimi di questi esercizi hanno un'impostazione nuova, e quindi non sfruttata dai metodi precedenti.
- Rok Klopčič: Lo studio n. 6 de “La tecnica superiore del violino” di R. Lipizer – relativo alle quinte preparate – è sicuramente uno dei migliori di tutta la nostra letteratura tecnica.
- Franco Mezzena: La tecnica superiore del violino di R. Lipizer, su cui ho studiato da ragazzo, mi ha aperto la strada al grande repertorio violinistico grazie alla modernità delle formule tecniche. La trovo utilissima per accedere alla musica moderna o contemporanea. È opera estremamente importante che utilizzo da sempre per i miei migliori allievi.
- Yfrah Neaman: Rodolfo Lipizer ha esaminato in profondità e in tutte le sue sfaccettature la tecnica del violino e ci dà quello che può essere considerato un vero trattato su questo vasto argomento.
- Ricardo Odponosoff: Sono profondamente impressionato e particolarmente interessato a “La tecnica superiore del violino” del M° Rodolfo Lipizer, poiché quest'opera chiarisce, in modo mirabile, le differenti sfaccettature della complessa tecnica della mano destra e della mano sinistra con motivazioni logiche ed esempi originali ed è di inestimabile valore per noi violinisti ancora attivi.
- Enrico Pierangeli: Ho potuto rendermi conto personalmente degli altissimi pregi di questo nuovo metodo. è veramente un capolavoro. Il consigliarlo e adottarlo diventa per noi insegnanti un dovere e un obbligo. ogni cosa è stata prevista e penso che dovrebbe essere il compagno prezioso e inseparabile di ogni violinista.
- Alberto Poltronieri: Lavoro senz'altro di prim'ordine. Mi associo senz'alcuna riserva al giudizio dei miei colleghi. assicuro l'adozione di questo libro da parte di tutti i miei allievi.
- Corrado Romano: È difficile non considerare Rodolfo Lipizer un precursore e un innovatore nel campo della diteggiatura e della fedeltà filologica.
- Wolfgang Schneiderhan: L’ampia opera didattica di Rodolfo Lipizer, che studiò a lungo Vienna, è particolarmente raccomandabile agli studenti per la sua concezione meditata in profondità. Nelle sue composizioni la forma musicale è modellata in maniera veramente persuasiva.
- Giulio Viozzi: “La tecnica superiore del violino”... è un trattato veramente completo sull'arte violinistica, vista in tutti i suoi aspetti... Gli studi della terza parte, specialmente gli ultimi, rivestono un autentico valore musicale, testimonianza della completezza artistica del maestro Lipizer.

L'arte e la tecnica del vibrato sul violino e viola, edizione a cura di L. Qualli, Casa Ricordi, E.R. 2963, Milano, 2022
Scrive Rodolfo Lipizer nell'Indroduzione; : "Mi auguro... che lo studio di questo metodo possa essere di utilità a insegnanti e allievi e agli esecutori di strumenti ad arco, per raggiungere l'alta meta artistica che ciascuno si propone. (dalla Prefazione).
"Se l'esecutore saprà aggiungere alla buona esecuzione tecnica quel quid spirituale che corrisponde alle vibrazioni di un temperamento artistico, egli saprà esprimere nel suono anche il soffio, che è il profumo dell'arte, profusovi dal genio del compositore."
Anche su quest'opera sono stati espressi qualificati giudizi da eminenti musicisti italiani e internazionali:
- Giannino Carpi: È uscita in questi giorni una pubblicazione di Paolo Borciani (il primo violino del famoso Quartetto italiano) che parla appunto di vibrato. In essa viene citato Lipizer, le cui soluzioni sono accettate integralmente, e vengono proposti gli stessi disegni per i movimenti del braccio.
- Cesare Faticoni: Il lavoro di Lipizer ci dà il mezzo di vibrare senza impaccio, e questo è un vantaggio incalcolabile; servirsene in maniera ideale, questo è lo scopo supremo al quale deve tendere ogni violinista cui sta a cuore rivelare le bellezze dell'opera d'arte.
- Giorgio Ferrari: ... sottolineo il rigore scientifico con il quale Lipizer rifiuta la tesi empirica che considera il vibrato come dote naturale e personale dello strumentista, quindi non suscettibile di apprendimento.
- Michael Frischenschlager: Rodolfo Lipizer è stato un grande metodologo e didatta proprio perché agiva per tappe progressive e in modo sistematico.
- Raymond Gallois-Montbrun: [Il] favorire lo schiudersi della sensibilità sonora ... si trova potentemente sostenuto dall'opera del maestro Rodolfo Lipizer. Queste preziose pagine rappresentano una scomposizione esatta dell'insieme dei movimenti teoricamente chiamati a produrre il vibrato. Sono felice di dare qui la testimonianza di tutta la mia stima e la mia ammirazione per quest'opera, alla quale auguro la più larga divulgazione.
- Rok Klopčič: Egli vide il problema del vibrato nella giusta luce e molti esercizi, assolutamente eccellenti, sono ideati per ottenere un vibrato che sia utile complemento non solo delle nostre intenzioni artistiche ma anche dei nostri più intimi sentimenti ed emozioni.
- Riccardo Malipiero: Il metodo di Rodolfo Lipizer è molto utile, particolarmente per chi non ha la fortuna di possedere un vibrato naturale, ed è ovviamente un valido aiuto per gli insegnanti.
- Tonko Ninić: Sono soprattutto contento di aver fatto la conoscenza dell'opera di Rodolfo Lipizer. Spero che essa possa diventare, un giorno molto vicino, una "bibbia" per gli studi violinistici, come l'opera di Flesch o di Sevčik... Gli esercizi di Lipizer sono un eccellente esempio di una metodologia precisa e proficua.
- Lorenzo Qualli: Rodolfo Lipizer ha inventato dei segni musicali che rispecchiano il metodo, lo studio muto, gli smanicamenti, la grafia. Tutto ciò è stato dettato dal desiderio di chiarezza e di comprensibilità. Egli si preoccupò in modo particolare della grafia relativa al vibrato, per permetterne l'applicazione più corretta e proficua agli studiosi e ai docenti.
- Teo Olof: Devo constatare con rammarico che pochi concorrenti conoscono la tecnica del vibrato di Lipizer.
- Mario Simini: Lipizer nel suo trattato preconizza una fase di progresso evolutivo nella didattica del vibrato sul violino e viola ... Il merito di quest'opera risiede, oltre che nel contenuto della Prefazione e dell'Introduzione, nella regolare progressività dei tredici esercizi.
- Margit Spirk: La metodologia e i consigli dati da Lipizer sono particolarmente importanti e significativi soprattutto nei casi di riparazione di un vibrato difettoso.
- Zlatko Stahuljak: L'arte e la tecnica del vibrato sul violino e viola" una didattica sistematica del vibrato, che è davvero unica nella letteratura pedagogica per la tecnica della mano sinistra sul violino e sulla viola. Io vorrei che quest'opera, non abbastanza conosciuta, potesse dimostrare il suo valore didattico e dei risultati effettivi attraverso la pratica pedagogica.

La Tecnica Basilare del Violino, a cura di L. Qualli, Casa Ricordi, E.R 2962, Milano, 2023
Scrive R. Lipizer nella Prefazione: "Tutte le arti, sia di creazione sia di riproduzione, hanno per base una tecnica, quanto più sarà sviluppata, tanto più l’opera oppure l’esecuzione riuscirà compiuta e perfetta.
Se, per l’esecuzione sono importanti le facoltà psichiche (di carattere spirituale), che determinano le diverse funzioni della sfera intellettiva (affettiva o volitiva) e cioè: ideazione, immaginazione, riflessione, attenzione, sensibilità, raziocinio, volontà, giudizio, ecc., da un altro lato solamente una tecnica perfettamente soggetta alla volontà dell’esecutore potrà essere il mezzo valido che la traduca in pratica.
Lo studio moderno della tecnica, basato sulle conoscenze di fisiologia razionale, ha per principio lo sviluppo di tutti gli elementi che concorrono a sciogliere le articolazioni che producono i movimenti fondamentali e basilari, con l’allenamento dei muscoli interessati, allo scopo di raggiungere, attraverso un accordo sempre più perfetto tra vie di conduzione nervosa e i centri psichici, la materia perfettamente soggetta alla volontà dell’esecutore.
Perciò, con uno studio sistematico di formule tecniche (cioè un vero e proprio allenamento fisico quotidiano), attraverso movimenti voluti e automatici (cioè ripetuti con molta frequenza e nella stessa maniera), si può perfezionare il più possibile la tecnica in tutte le sue sfumature e nella quale sia contenuta una sintesi di ogni problema della tecnica violinistica, riportata ai suoi elementi fondamentali e basilari.
Una norma assoluta, che vorremmo fortemente raccomandare nello studio di questi esercizi, è quella di riposare convenientemente non appena si avvertirà lo stato di stanchezza, che è conseguenza di ogni sforzo fisico. Uno sforzo eccessivo imposto ai muscoli, non compensato da sufficiente riposo, trasforma facilmente i vantaggi dello studio in danno, con risultati di più o meno grave alterazione del sistema nervoso".
Johann Sebastian Bach, Sei Sonate e Partite per violino solo BWV 1001-1006 - Revisione fedelmente ricostruita dal manoscritto autografo, con suggerimenti di segni d’interpretazione e diteggiata di R. Lipizer; edizione a cura di Marco Fornaciari - Lorenzo Qualli; Ed. Ricordi, E.R. 3018, Milano, 2019
- Eduardo Berrio:[La revisione] rappresenterà un valido aiuto per gli interpreti violinisti di tutto il mondo. In essa è stata posta una grande accuratezza e conoscenza dell’opera del nostro amato compositore.
- Devy Erlich: Sono stato colpito nel vedere che questo artista si era non soltanto data la pena di copiare lui stesso tutto il manoscritto di questa Edizione, il che è raro e commovente, ma anche e soprattutto di aver cercato di seguire l’originale il più vicino possibile.
- Eugene Gratovich: Di particolare interesse per me è la sua spiccata attenzione alla sonorità e al timbro delle voci contrappuntistiche adatti al violino moderno e all’archetto moderno.
- Roman Totenberg:[La revisione di Lipizer è un] tesoro di nuove idee e soluzioni ai molti problemi che questo lavoro monumentale ci presenta.
- Marco Fornaciari: Ad un primo sguardo colpisce l’accuratezza certosina, sia per le arcate che per la diteggiatura. Sembra un lavoro pronto per essere edito, tale è la completezza delle annotazioni, con simboli indicanti allargamenti, quinte, accordi rovesciati etc. ... fedele ad un rispetto del testo senza compromessi.
- Rok Klopčič: Lipizer, dopo aver reso il più alto omaggio al testo originale, ha cercato di sollevare i veli da alcuni atteggiamenti tradizionali e di trovare nuove e migliori soluzioni.
- Ida Hendel: Ciò che Lipizer ha indicato nella sua revisione è molto intelligente e utile per chiunque scelga di suonare le composizioni di Bach.
- Jean Pierre Bayeux: Trovo che ciò che ha guidato l’eminente lavoro del Maestro Lipizer sulla revisione delle Sonate e Partite di J.S. Bach è una ricerca di modernità.
- Antonin Moravec: Lipizer ha la sua personale idea di come si devono suonare i pezzi di Bach. Lo dimostra il suo quadro dinamico-architettonico, il quadro delle organicità costruttive e la proporzionalità delle parti libere delle opere di Bach.
- Zoran Milenkovic: Trovo la revisione - le arcate, le diteggiature e i suggerimenti di segni d’interpretazione - delle Sonate e Partite di J.S. Bach un capolavoro del grande Maestro Lipizer. Essa è un esempio delle innovazioni e del coraggioso approccio alla problematica dell’interpretazione moderna e ai problemi “classici” del suonare il violino.
- Nathan Mendelson: Lipizer costruisce le frasi così da ripartire la tensione emotiva con cambiamenti fluidi delle sfumature.
- Josef Sivo: Sono particolarmente interessato al fatto che il nome di Lipizer venga associato a quello di Bach in questa occasione. Lipizer si è impegnato nello studio delle Sonate e Partite.
- Jean Mouillere: Il merito di Rodolfo Lipizer è di essere stato un precursore, e i suoi lavori non sfuggono al loro tempo malgrado lo scrupolo d’onestà nei confronti di J.S. Bach, si trovano le tracce dell’influenza che ha ricevuto a Vienna all’inizio del secolo nel corso dei suoi studi: la sua diteggiatura ne porta il segno.
- Lorenzo Qualli: Lipizer ha cercato dei cambiamenti di posizione che non interrompessero il canto, il fraseggio.
- Giovanni Guglielmo (violinista): (...) l'idea principale del revisore [fu] quella di rispettare il contenuto musicale e non già quella di esaltarne il risultato strumentale.
- Dejan Mihailovic: La redazione delle Sonate e Partite per violino solo di Bach, operata dal M° Rodolfo Lipizer, introduce nella sfera di un rapporto che comprende la dimensione concettuale come quella del rispetto scrupoloso dell’opera di Bach e delle sue idee. (...) Si tratta di una dedizione assoluta e appassionata all’opera, allo spirito artistico-ricercatore e all’amore verso la scelta di vita e professionale

## Il Concorso Internazionale di Violino "Premio Rodolfo Lipizer"
Dal 1982 nel nome di Rodolfo Lipizer si svolge annualmente a Gorizia, organizzato dall'Associazione Culturale "Maestro Rodolfo Lipizer" ONLUS, il Concorso Internazionale di Violino "Premio Rodolfo Lipizer".

## La Stagione Concertistica "Concerti della Sera"
- La Stagione concertistica "Concerti della Sera" è stata inaugurata nel 1979.[13]
- Dal 2017 la Stagione concertistica è dedicata a "Elena Lipizer".

## I "Laureati" del "Premio Rodolfo Lipizer"
- I 1982: Hae-Sung Kang (Corea del Sud) – Primo premio “R. Lipizer”
- II 1983: Masayuki Kino (Giappone) – Primo premio “R. Lipizer”
- III 1984: Krzystof Wegrzyn (Polonia) – Secondo premio
- IV 1985: Tedi Papavrami (Albania) – Secondo premio
- V 1986: Alexandre Dubach (Svizzera) – Primo premio “R. Lipizer”
- VI 1987: Maximilian Schöner (Austria) – Primo premio “R. Lipizer”
- VII 1988: Kun Hu (Cina) - Primo premio “R. Lipizer”
- VIII 1989: Sergej Aleksandrovič Krylov (U.R.S.S.) - Primo premio “R. Lipizer”
- IX 1990: Mieko Kanno (Giappone) - Primo premio “R. Lipizer”
- X 1991: Liviu Daniel Prunaru (Romania) - Primo premio “R. Lipizer”
- XI 1992: Anastasia Tchebotariova (Russia) - Primo premio “R. Lipizer”
- XII 1993: Stefan Milenkovich (Jugoslavia) - Primo premio “R. Lipizer”
- XIII 1994: Nicolas Gourbeix (Francia) – Igor Malinovsy (Russia) – Secondo premio ex aequo
- XIV 1995: Kristóf Baráti (Ungheria) - Primo premio “R. Lipizer”
- XV 1996: Tanja Becker-Bender (Germania) - Primo premio “R. Lipizer”
- XVI 1997: Iana Deshkova (Bulgaria) - Primo premio “R. Lipizer”
- XVII 1998: Daniel Kobyliansky (Israele) – Secondo premio
- XVIII 1999: Yi-Jia Susanne Hou (Canada) - Primo premio “R. Lipizer”
- XIX 2000: Baiba Skride (Lettonia) - Primo premio “R. Lipizer”
- XX 2001: Keisuke Okazaki (Giappone) - Primo premio “R. Lipizer”
- XXI 2002: Sayako Kusaka (Giappone) - Primo premio “R. Lipizer”
- XXII 2003: Zhijiong Wang (Cina) - Primo premio “R. Lipizer”
- XXIII 2004: Antal Szalai (Ungheria) - Primo premio “R. Lipizer”
- XXIV 2005: Roman Simović (Russia) - Primo premio “R. Lipizer”
- XXV 2006: Amaury Coeytaux (Francia) - Primo premio “R. Lipizer”
- XXVI 2007: Wonhyee Bae (Corea del Sud) - Primo premio “R. Lipizer”
- XXVII 2008: Artur Chermonov (Kirghizistan) - Primo premio “R. Lipizer”
- XXVIII 2009: Sini-Maaria Simonen (Finlandia) – Secondo premio
- XXIX 2010: Dmitry Serebrennikov (Russia) - Secondo premio
- XXX 2011: Stefan Tarara (Germania) - Primo premio "R. Lipizer"
- XXXI 2012: Ying Fu (Cina) - Primo premio "R. Lipizer"
- XXXII 2013: Roudine Fédor (Russia) - Primo premio "R. Lipizer"
- XXXIII 2014: Ryota Kuratomi (Giappone) - Secondo premio
- XXXXIV 2015: Tagliamento Paolo (Italia) - Primo premio "R. Lipizer"
- XXXV 2016: Olga Šroubková (Repubblica Ceca) - Primo premio "R. Lipizer"
- XXXVI 2017: Yang Jung Yoon (Corea del Sud) - Primo premio "R. Lipizer"
- XXXVII 2018: Matthew Hakkarainen (Stati Uniti d'America) - Primo premio "R. Lipizer"
- XXXVIII 2019: Issei Kurihara  (Giappone) - Secondo Premio
- XXXIX 2020 : Karen Su (Cina) - Primo premio "R. Lipizer"
- XXXX 2021 : Teofil Milenkovic (Italia) - Secondo premio
- XXXXI 2022 Ruslan Talas (Kazakistan) - Primo premio "R. Lipizer"
- XXXXII 2023 Guo Ziling (Cina) - Primo premio "R. Lipizer"
- XXXXIII 2024 Aozhe Zhang (Cina) - Primo premio "R. Lipizer"

## Opere di compositori italiani scritte per il "Premio Rodolfo Lipizer"
- Giulio Viozzi - “Fantasia” per violino e pianoforte 1984, dedicata a Elena Lipizer;
- Mario Zafred - “Recitativo e Variazioni” per violino solo 1985;
- Giorgio Ferrari - “Preludio e Capriccio” per violino e pianoforte 1986, dedicato a Elena Lipizer;
- Luciano Chailly - “Recitativo e Allegro” per violino e pianoforte 1987, dedicato a Elena Lipizer;
- Riccardo Malipiero - “Mosaico secondo” per violino solo 1988;
- Guido Turchi - “Kreutzeriana” per violino e pianoforte 1989;
- Ottavio Ziino - “Arioso e Burlesca” per violino e pianoforte 1990, dedicato a Elena Lipizer;
- Roberto Hazon - “Concerto in Sol per violino e orchestra” (riduzione) 1991;
- Giorgio Cambissa - “Bizzarria” per violino e pianoforte 1992, dedicata a Elena Lipizer e Lorenzo Qualli;
- Firmino Sifonia - “Zwitschermaschine” per violino e pianoforte 1993, ispirato a un brano di Rodolfo Lipizer e al quadro di Paul Klee
- Franco Donatoni - “Ciglio III” per violino e pianoforte 1994;
- Flavio Testi - “Canzoncina” per violino solo 1995;
- Giacomo Manzoni - “Furioso” per violino e pianoforte 1996;
- Alessandro Solbiati - “Sonetto” per violino e pianoforte 1997, dedicato a Elena Lipizer e Lorenzo Qualli;
- Renato Dionisi - “Sonatina” per violino e pianoforte 1998;
- Bruno Zanolini - “Capriccio sopra il nome di Rodolfo Lipizer” per violino solo 1999;
- Sylvano Bussotti - “Invenzione a canzonetta - Do di concorso” per violino e pianoforte;
- Teresa Procaccini - “Mutazioni” per violino e pianoforte op.160;
- Sandro Gorli - “Lieve” per violino solo 2001;
- Aldo Clementi - “Sonate Y.” per violino solo 2002;
- Gaetano Giani Luporini - “Novelletta” per violino e pianoforte 2003;
- Adriano Guarnieri - “I fili luccicano…” Cadenza per violino solo 2005;
- Franco Oppo - “Ditirambo” per violino solo 2006;
- Irma Ravinale - “Cadenza” per violino solo 2006;
- Gilberto Bosco - “L'eco ritorna” per violino e pianoforte 2008;
- Roman Vlad - “Poesia” per violino e pianoforte 2007, dedicata a Elena Lipizer;
- Stefano Procaccioli - "E vagano lenti gli ossimori della mia anima" per violino e pianoforte 2009;
- Guido Baggiani - "Sfere alterne" per violino e pianoforte 2010;
- Fernando Sulpizi - "Quattro capricciosi et piacevoli ragionamenti (Guido Aretino)" per violino e pianoforte 2012
- Biagio Putignano - "Atlante dell'immaginazione" per violino e pianoforte 2013;
- Carlo Pedini - "Lipizeriana" per violino e pianoforte 2014, dedicato a Elena Lipizer e Lorenzo Qualli;
- Edgar Alandia C. - "Mirando el cielo, oyendo el viento", per violino solo 2015
- Aurelio Samorì - "Metamorfosi di EAlo", per violino e pianoforte 2016 dedicato a Lorenzo Qualli
- Roberto Molinelli - "Ricordi d'Isonzo", per violino e pianoforte 2017
- Piero Niro - "Note per Lipizer", per violino e pianoforte 2018
- Lorenzo Sbaffi - Capricci Fantasia n. 1 e n. 2, per violino solo, 2019 dedicati al Concorso Int. di Violino "Premio R. Lipizer"
- Guido Pipolo - "Rapide corde vibranti nel tempo. Ricordi del Patriarcato di Aquileia", per violino solo 2019/2020
- Elena Previdi - "Inferno. Fantasia per violino e voce" su temi tratti dal V Canto dell'Inferno di Dante 2021
- Virginio Zoccatelli - "Il mio cuore elegiaco" per violino e pianoforte 2022
- Daniele Zanettovich - "Variazioni sopra un Gloria" per violino solo 2023
- Giovanni Albini - "Beethoveniana" op.80 per violino e pianoforte 2024
- Mario Garuti - "Daphne song" per violino e pianoforte 2025

## Convegni Internazionali sul Violino (1983-2002) - 2015 - 2021 - 2022
- Convegni Internazionali sul Violino (1983-2002)[14]
- I - 1983 - Problemi di programmazione e di organizzazione musicale dei concorsi di violino.

Presidente: M° Mario Zafred - Relatori: Mario Zafred - Arrigo Pelliccia - Giulio Viozzi - Boris Goldstein - Yfrah Neaman - Aldo Voltolin - Dino Asciolla - Koichiro Harada - Angelo Stefanato - Felice Vittozzi - Roberto Lanaro - Rok Klopčič
- II- 1984 - Scuole violinistiche a confronto su problemi tecnico-interpretativi ed espressivi.

Presidente: M° Giorgio Ferrari - Relatori: Giorgio Ferrari - Rok Klopčič - Boris Goldstein - Yfrah Neaman - Corrado Romano - Paolo Arcini - Luigi Bertazzoni - Mario Zafred - Dino Asciolla - Milos Pahor
- III - 1985 - Violinisti e pedagoghi poco noti ma importanti per l'opera svolta.

Presidente: M° Luciano Chailly - Relatori: Luciano Chailly - Mario Zafred - Rok Klopčič - Zlatko Stahuljak - Giovanni Guglielmo - Lilian Zafred - Raymond Gallois-Montbrun
- IV - 1986 - La didattica del vibrato sul violino e viola proposta dall'opera pedagogica di Rodolfo Lipizer paragonata alle soluzioni date al problema da altri insigni violinisti.

Presidente: M° Riccardo Malipiero - Relatori: Cesare Faticoni - Giorgio Ferrari - Fernanda Selvaggio - Margit Spirk - Michael Frischenschlager - Giannino Carpi - Mario Simini - Rok Klopčič - Zlatko Stahuljak - Theo Olof - Raymond Gallois-Montbrun - Tonko Ninić
- V - 1987 - La tecnica violinistica quale elemento fondamentale per l'interpretazione musicale.

Presidente: M° Guido Turchi - Relatori: Guido Turchi - Rok Klopčič - Mario Simini - Theo Olof - Margit Spirk - Renato Zanettovich - Cecilia Seghizzi - Carlo Faticoni - Tonko Ninić - Pierre Colombo - Zlatko Stahuljak - Michael Frischenschlager
- VI - 1988 - Metodologia, didattica e programmi per l'insegnamento del violino (parte prima).

Presidente: M° Ottavio Ziino - Relatori: Ottavio Ziino - Renato De Barbieri - Marcel Debot - Raymond Gallois-Montbrun - Klaus Maetzl - Antonin Moravec - Xavier Turull - Rok Klopčič - Dejan Mihailović - Michael Frischenschlager
- VII - 1989 - Metodologia, didattica e programmi per l'insegnamento del violino (parte seconda).

Presidente: M° Roberto Hazon - Relatori: Roberto Hazon - Renato Giangrandi - Jean Fournier - Ismini Chissochoou Carter - Rok Klopčič - Marcel Debot - Julian Kovatchev - Jean-Claude Bernede - Igor Ozim - Vladimir Landsman - Romolo Gessi - Ottavio Ziino
- VIII - 1990 - L'incidenza della tecnica dell'arco sulla qualità del suono.

Presidente: M° Giorgio Cambissa - Relatori: Giorgio Cambissa - Carlo van Neste - Leila Razonyi - Eduard Eichwalder - Igor Frolov - Jean-Claude Bernede - Zlatko Stahuljak - Rok Klopčič - Marco Fornaciari - Werner Scholz - Renato Zanettovich - Margit Spirk - Jean-Pierre Bayeux - Cristiano Rossi
- IX - 1991 - L'estetica musicale contemporanea e la pedagogia del violino.

Presidente: M° Raymond Gallois-Montbrun - Relatori: Raymond Gallois-Montbrun - Roberto Hazon - Jean-Pierre Bayeux - David Chen - Eduard Eichwalder - Rok Klopčič - Zlatko Stahulyak - Boris Kotorovich - Antonin Moravec - Xhoxhi Roland - Firmino Sifonia - Guido Turchi - Eugene Loginov - Raymond Dessaints – Roman Totenberg – Trevor Williams - Yang Hai Yup - Bujar Sykja - Eugene Gratovich - Francesco Mander - Modest Iftinchi - Cornelia Bronzetti - Lorenzo Qualli - Grazyna Filipajtis - Aurelia Spadaro
- X - 1992 - Giuseppe Tartini: innovatore e precursore della moderna tecnica violinistica e i suoi influssi sull'opera dei più significativi violinisti e didatti europei.

Presidente: M° Franco Donatoni - Relatori: Franco Donatoni - Yao-Ji Lin - Giovanni Guglielmo - Rok Klopčič - Quirino Principe - Pierluigi Petrobelli - David Cerone - Hansheinz Schneeberger - André Gertler - Nilla Pierrou - Cristiano Rossi - Oleg Krysa - Vilmos Tatrai - Miguel Pineda - Enrico Gatti - Menahem Breuer - Didi Tartari
- XI - 1993 - L'importanza della scuola ungherese nello sviluppo dell'arte violinistica del XIX e XX secolo, rappresentata da Joseph Joachim, Leopold Auer, Jenő Hubay, Franz von Vecsey, Joseph Szigeti, Carl Flesch, Jeli d'Aranyi, Stefi Geyer, Andrè Gertler e altri.

Presidente: M° Flavio Testi - Relatori: Flavio Testi - Ferenc Halàzs - Peter Halàzs - Eugene Gratovich - Devy Erlih - Una Kindlom - Luigi Alberto Bianchi - André Gertler - Rok Klopčič - Nilla Pierrou - Guido Salvetti - Giorgio Vidusso - Bojan Lecev - Elvira Vitagliano Covone
- XII - 1994 - L'influenza della musica popolare sul repertorio violinistico.

Presidente: M° Giacomo Manzoni - Relatori: Giacomo Manzoni - Sàndor Zöldy - Zorja Sichmurzaeva - Eugene Gratovich - Alan John Krizan Guimaraes – Jordanova Jova Ivanovna - Yair Kless - Natan Mendelsson - Yoshio Unno
- XIII - 1995 - Sonate e Partite per violino solo di Johann Sebastian Bach nella revisione fedelmente ricostruita, conforme al manoscritto autografo, con suggerimenti di segni d'interpretazione e diteggiature a cura di Rodolfo Lipizer.

Presidente: M° Alessandro Solbiati - Relatori: Alessandro Solbiati - Roman Totenberg - Devy Erlich - Eduardo Berrio - Eugene Gratovich - Evangelos Papadhimitri - Corrado Romano - Rok Klopčič - Ida Haendel - Natan Mendelson - Josef Sivo - Jean Mouillere - Zoran Milenković
- XIV - 1996 - Il ruolo e l'importanza della scuola italiana nello sviluppo dell'arte violinistica internazionale.

Presidente: M° Adriano Guarnieri - Relatori: Adriano Guarnieri - Guido Salvetti - Lola Benda - Eduardo Berrio - Jean Gestem - Gratiela Negretiu - Stefan Gheorghiu - Akiko Tatsumi - Rok Klopčič - Eduard Eichwalder - Dejan Mihajlovic - Devy Erlih - Antonin Moravec - Evangelos Papadhimitri - Saim Akcil - Marco Fornaciari
- XV - 1997 - La problematica dei recitals di violino nella vita musicale odierna.

Presidente: M° Bruno Zanolini - Relatori: Bruno Zanolini - Lola Benda - Montserrat Cervera - Alexander Arenkov - Sàndor Devich - Giovanni Guglielmo - Rok Klopčič - Leon Spiller - Georges Octors - Irina Lurie - Fernanda Selvaggio
- XVI - 1998 - Gli aspetti educativi nella formazione della personalità artistica.

Presidente: M° Sylvano Bussotti - Relatori: Sylvano Bussotti - Quirino Principe - Sylvia Rosenberg - Harold Theèden - Luigi Esposito - Levon Mamikonian - Rok Klopčič - Joshua Epstein
- XVII - 1999 - Johann Paul von Westhoff autore prebachiano.

Presidente: M° Teresa Procaccini - Relatori: Bruno Zanolini - Rok Klopčič - Teresa Procaccini - Tchikashi Tanaka - Mària Vermès – Jean-Paul Bayeux - Milan Vitek – Luigi Alberto Bianchi - Dora Schwarzberg - Marco Fornaciari - Veda Reynolds
- XVIII - 2000 - Tecnica e arte nell'opera violinistica di Johann Sebastian Bach.

Presidente: M° Alessandro Gorli - Relatori: Alessandro Gorli - Alexander Arenkov - Lola Benda - Sandòr Devich - Giulio Borzagni - Solange Dessane - Marco Fornaciari - Alexis Galperine - Eugene Gratovich - Hu Kun - Rok Klopčič – Gunars Larsens - Irina Laurie - Vartan Manoogian - Zoran Milenković - Vesselin Paraschkevov - Igor Petrushevski - Anatoly Reznikovskij - Koji Toyoda - Fernanda Selvaggio - Roman Totenberg - Mària Vérmes - Renato Zanettovich
- XIX - 2001 - Nicolò Paganini - 24 Capricci: se questa opera rappresenta l'autentico vertice della maestria violinistica, si tratta dell'evoluzione della tecnica del violino oppure di mistero o scherzo del genio? Qual è il vero ruolo di questo lavoro nella vita musicale contemporanea e nella pedagogia del violino?.

Presidente: M° Aldo Clementi - Relatori: Aldo Clementi - Eugene Loginov - Margit Spirk - Rok Klopčič - Rodney Friend - Teresa Procaccini - Koshy Kobayashi - Marco Fornaciari - Vartan Manoogian - Fernanda Selvaggio - Emmanuele Baldini
- XX - 2002 - Il violino nel XX secolo: musica e ascoltabilità - confronti con i secoli precedenti. Responsabilità di compositori, interpreti e organizzatori.

Presidente: M° Gaetano Giani Luporini - Relatori: Gaetano Giani-Luporini - Petru Munteanu - Teresa Procaccini - Leon Spierer - Eduard Schmieder - Félix Ayo - Jean Lenert - Irina Bochkova - Pavle Merkù - Alberto Bologni
- XXI - 2015 - La riscoperta dei 12 Studi-Capricci op. 25 per violino di Camillo Sivori (1815-1894), rev. Fulvio Luciani: il loro valore didattico e interpretativo ai fini di una competizione violinistica internazionale.

Presidente: M° Aurelio Samorì - Relatori: Aurelio Samorì - Fulvio Luciani - Marco Calabretto - Thomas Christian - Fabrizio Casu - Anna Serova - Eduardo Berrio - Giulio Plotino - Takashi Shimizu - Jean Mouillére - Fedor Roudine - Crtomir Šiskovič - Marco Fornaciari - Flavio Menardi Noguera - Stefano Termanini
- XXII - 2021 - Laboratorium artificiosum: arte, analisi e pensiero nell'opera di Ludwig van Beethoven.

Presidente: M° Virginio Zoccatelli - Relatori: Virginio Pio Zoccatelli - Carlo Grandi - Lisa Mae Green - Ybin Li - Fernando Sulpizi - Elena Previdi - Marco Bizzarini - Lorenzo Sbaffi - Piero Zanon - Aurelio Canonici - Florin Croitoru - Alejandro Drago - Cristina Fedrigo - Guido Pipolo - Tereze Ziberte Ijaba - Giovanni Albini - Igor Petrushevsky - Marco Fornaciari
XXIII - 2022 - Il Neoclassicismo musicale in Europa e in Italia, sviluppatosi negli anni '20 e '30 del secolo XX.
Presidente: M° Virginio Zoccatelli - Relatori: Renzo Cresti - Andrea Mannucci - Dominika Ewa Falger - Ole Christian Bøhn - Sergiu Schwartz - Susan Collins - Yoshiaki Shibata - Silvano Minnella - Silvano Minnella - Mario Pagotto - Igor Pylatyuk - Luigi Maiello - Giorgio Susana - Giuseppe La Rosa - Marco Fornaciari - Virginio Zoccatelli.

## Convegni Triennali Internazionali sulla Liuteria (1984-1987-1990)
- Convegni Triennali Internazionali sulla Liuteria[15]
- I - 1984 - Sul progresso nella storia degli strumenti ad arco - La conservazione e la salvaguardia degli strumenti ad arco - La formazione professionale del liutaio - Strutture esistenti in Italia e all'estero.

Relatori: Sergio Renzi - Marco Tiella - Vinicio Gai - Francesco Amato - Gio Batta Morassi
- II - 1987 – L'altro (Antonio) Stradivari. Un'inedita chitarra di Antonio Stradivari – Il Trattato settecentesco di liuteria di Giovanni Antonio Marchi in Bologna 1786 – La formazione dei liutai in Italia. La salvaguardia degli strumenti ad arco.

Relatori: Sergio Renzi - Giampaolo Gregori - Roberto Regazzi
- III - 1990 – Gasparo da Salò e la liuteria di Brescia (nel 450° della nascita, 1540) - L'intervento di restauro sulla collezione di strumenti musicali del Museo Teatrale alla Scala - Una filosofia del restauro - Antonio Pelizon I, caposcuola della liuteria goriziana - La liuteria dell'Alpe Adria.

Relatori: Sergio Renzi - Giampaolo Gregori - Guido Bizzi - Grant O'Brien - Gio Batta Morassi - Bruno Rossi

## La Biblioteca musicale e musicologica "Maestro Rodolfo Lipizer"
- La Biblioteca musicale e musicologica "Maestro Rodolfo Lipizer"[16]

La Biblioteca "Maestro Rodolfo Lipizer”, costituita nel 1977 per tutelare e valorizzare il patrimonio musicale, musicologico e librario, promuove iniziative di diffusione del libro (musicologia, liuteria, biografia) e la conoscenza della letteratura musicale del passato, moderna e contemporanea.
Raccoglie numerose opere, molte delle quali antiche (precedenti al 1830) di difficile reperimento, editorialmente esaurite e fuori catalogo; persegue la pubblicazione dell'opera omnia di Rodolfo Lipizer; pubblica le composizioni contemporanee, brani d'obbligo scritti per il Concorso Int. di Violino “Premio Rodolfo Lipizer”; la collana degli Atti dei Convegni Internazionali sul Violino (1983-2002);(2015) e gli Atti dei Convegni Triennali Internazionali sulla Liuteria (1984 - 1985 - 1990); opere di memorialistica; musicologia, biografie e testi di storia.
Tutte le pubblicazioni presenti nel catalogo della biblioteca, sono visibili in:
- Associazione "Maestro Rodolfo Lipizer" onlus - http://www.lipizer.it/biblioteca.php Archiviato il 14 agosto 2014 in Internet Archive.
- Anagrafe delle Biblioteche italiane - http://anagrafe.iccu.sbn.it/
- OPAC SBN Polo Universitario di Trieste - http://www.biblio.units.it/  -  http://polotsa.units.it/BL Archiviato il 24 settembre 2019 in Internet Archive.
- OPAC SBN Catalogo del SBN - http://www.sbn.it/
- Library of Congress di Washington - https://catalog.loc.gov/
La Biblioteca si è arricchita con le opere musicali, acquistate o donate da soci musicisti attivi, o da lasciti ereditari o da collezioni private, comprese in Fondi (catalogati o in via di catalogazione):
Fondo Ass. Culturale "Lipizer”, Fondo M° Rodolfo Lipizer, Fondo L. Qualli, Fondo D. Bevilacqua, Fondo G. Cividini, Fondo G. Cosmaro, Fondo M. Grassi, Fondo G. Bertos, Fondo G. Mazzolini, Fondo L. Campolieti e C. Seghizzi, Fondo E. Corolli, Fondo A. Bressan, Fondo E. Lipizer, Fondo E. Della Chiesa, Fondo R. Gianoni, Fondo A. Mayer, Fondo L. Zaccaria.
La Biblioteca possiede riviste e cataloghi specializzati, mediateca con supporti audio-visivi, alimentata dall'attività musicale e concertistica organizzata dall'Associazione stessa e da importanti donazioni, nastroteca, discoteca, videoteca; conserva musiche registrate su CD, video WHS, DVD. Produce i CD live e DVD dei concerti e dei Concorsi.
La Biblioteca coopera con biblioteche nazionali e internazionali, Conservatori e Archivi di Stato italiani, Università e Istituti musicali italiani ed esteri.

## Attività editoriale
L'attività editoriale dell'Associazione Culturale "Maestro Rodolfo Lipizer" Onlus di Gorizia è resa possibile grazie ai contributi erogati dal Ministero dei Beni e delle Attività Culturali e del Turismo - Direzione Generale per le Biblioteche, Istituti Culturali e Diritto d'Autore e da altri enti istituzionali, o in co-edizione; volumi editi:
- Convegni Internazionali sul Violino (1983-1984-1985-1986-1987), Atti - a cura di Gianni Drascek, Gioiosa Editrice, San Nicandro Garganico (Foggia), 1991
- Convegni Internazionali sul Violino (1988-1989-1990), Atti - a cura di Gianni Drascek, Edizioni Santabarbara, Bellona (Caserta), 1994, ISBN 88-87512-02-7
- Convegni Internazionali sulla Liuteria (1984-1987-1990), Atti - a cura di Gianni Drascek, Edizioni Santabarbara, Bellona (Caserta), 1994, ISBN 88-87512-04-3
- Elena Lipizer, Rodolfo Lipizer - Testimonianze, Edizioni della Laguna, Monfalcone, 1996
- Paolo Bozzi, Rodolfo Lipizer nei miei ricordi, Edizioni Studio Tesi, Pordenone, 1997
- Arbo Alessandro, Musicisti di frontiera - Le attività musicali a Gorizia dal Medioevo al Novecento - Monografie Storiche Goriziane 1, Edizioni della Laguna, Monfalcone, 1998
- Convegno Internazionale sul Violino (1999), Atti - a cura di Gianni Drascek - consulenza musicale di Elena Lipizer, Edizioni Santabarbara, Bellona (Caserta), 1999, ISBN 88-87512-12-4
- Convegni Internazionali sul Violino (1991-1992), Atti a cura di Gianni Drascek – consulenza musicale di Elena Lipizer, Edizioni Santabarbara, Bellona (Caserta), 2001, ISBN 88-87512-14-0
- Brancati Mario, L'organizzazione scolastica nella Contea Principesca di Gorizia e Gradisca dal 1615 al 1915 - con saggi di B. Delneri, F. Tassin, M. Waltritsch, Edizioni della Laguna, Mariano del Friuli (Gorizia), 2004, ISBN 88-8345-155-4
- Cosolo Romolo, Caro Lorenzo – Quattro passi per il mondo con Lorenzo Da Ponte abate, poeta, librettista di Mozart, mercante, professore, padre di famiglia, I Libri del Litorale, 2005, ISBN 88-8345-215-1
- Convegno Internazionale sul Violino (2000), Atti - a cura di Gianni Drascek – consulenza musicale di Elena Lipizer, Edizioni Santabarbara, Bellona (Caserta), 2007, ISBN 978-88-87512-21-2
- Convegni Internazionali sul Violino (2001-2002), Atti a cura di Gianni Drascek - consulenza musicale di Elena Lipizer, Edizioni della Laguna, Mariano del Friuli (Gorizia), 2010, ISBN 978-88-8345-327-4
- Convegno Internazionale sul Violino (1995), Atti a cura di Gianni Drascek - consulenza musicale di Elena Lipizer, Edizioni della Laguna, Mariano del Friuli (Gorizia), 2010, ISBN 978-88-8345-329-8
- Convegni Internazionali sul Violino (1996-1997-1998), Atti a cura di Gianni Drascek - consulenza musicale di Elena Lipizer,Edizioni della Laguna,Mariano del Friuli (Gorizia),2010,ISBN 978-88-8345-337-3
- Convegni Internazionali sul Violino (1993-1994), Atti a cura di Gianni Drascek - consulenza musicale di Elena Lipizer, Edizioni della Laguna, Mariano del Friuli (Gorizia), 2011, ISBN 978-88-8345-336-6
- Elena Lipizer, Un trentennio di musica e cultura a Gorizia con l'Associazione Culturale "Rodolfo Lipizer", Edizioni della Laguna, Mariano del Friuli (Gorizia), 2011, ISBN 978-88-8345-363-2
- Predolin Paola, La Civica Scuola di Musica di Gorizia 1825-1965, Edizioni della Laguna, Mariano del Friuli (Gorizia), 2012, ISBN 978-88-8345-373-1
- Presentazione degli Atti dei Convegni Internazionali sul Violino 1993-1994, 1995, 1996-1997-1998, 2000, 2001-2002 (nell'ambito della XIII Settimana della Cultura - 2011), a cura di Gianni Drascek, Edizioni della Laguna, Mariano del Friuli (Gorizia), 2012, ISBN 978-88-8345-379-3
- De Anna Plinio, Analisi e guida della II parte de La tecnica superiore del violino di Rodolfo Lipizer (secondo i criteri illustrati dall'autore stesso) - Analysis and guide to the study of the II part of The advanced violin technique by Rodolfo Lipizer (according to the criteria displayed by the autor himself), Edizioni della Laguna, Mariano del Friuli (Gorizia), 2014, ISBN 978-88-8345-380-9
- Drascek Gianni - Drascek Lorenzo, L'edificio scolastico di Via Ponte Isonzo dedicato al volontario irredento Guido Brass (1896-1915) da giardino fröbeliano (1888) a sede dell'Associazione e della Biblioteca "Rodolfo Lipizer", Ed. della Laguna, Mariano del Friuli (Gorizia), 2014, ISBN 978-88-8345-388-5
- Montaguti Silvio, Vita musicale in Friuli-Venezia Giulia, Ed. della Laguna, Mariano del Friuli (Gorizia), 2014, ISBN 978-88-8345-393-9
- Bignami Carlo, 12 Capricci per violino solo - trascrizione ed edizione a cura di Pietro Zappalà, Repertori Associazione Lipizer 1, Sillabe, Livorno, 2014, ISBN 978-88-8347-735-5
- Percacci Guido, Raccolta di composizioni per chitarra, Repertori Associazione Lipizer 2, sillabe, Livorno, 2014, ISBN 978-88-8347-778-2
- Zappalà Pietro (trascrizione ed edizione a cura di), Giacomo Bignami (1810-1888), L'assaggiatore per violino solo, Sillabe, Livorno, 2014, ISBN 978-88-8347-790-4
- Zappalà Pietro (trascrizione ed edizione a cura di), Carlo Bignami (1808-1848), 12 Capricci per violino solo, Sillabe, Livorno, 2015, ISBN 978-88-8347-735-5
- Casu Fabrizio, Dall'Umano verso il Divino - Johann Sebastian Bach e i 6 solo à Violino, Edizioni della Laguna, Mariano del Friuli (Gorizia), 2015, ISBN 978-88-8345-395-3
- Fornaciari Marco (trascrizione di J.H. Roman; edizione a cura di), Gian Battista Pergolesi (1710-1736), Due Fughe per violino solo dallo Stabat Mater, Sillabe, Livorno, 2015, ISBN 978-88-8347-580-1
- Zannerini Severino, Pinocchio senza il lupo... - Fiaba musicale per voce recitante coro e orchestra, repertori 5 Associazione Lipizer, sillabe, Livorno, 2015, ISBN 978-88-8347-796-6
- Montaguti Silvio, Il dialetto bolognese della Valsamoggia, Edizioni della Laguna, Mariano del Friuli (Gorizia), 2015, ISBN 978-88-99849-02-3
- Convegno Internazionale sul Violino (2015) - La riscoperta dei 12 Studi-Capricci op. 25 per violino di Camillo Sivori (1815-1894), Atti a cura di Gianni Drascek, Nuove Edizioni della Laguna, Mariano del Friuli (Gorizia), 2016, ISBN 978-88-99489-10-6
- Calabretto Roberto, I primi anni della Sociéte Musicale Indépendante – Uno sguardo sulla Francia musicale d'inizio secolo, Nuove Edizioni della Laguna, Mariano del Friuli (Gorizia), 2016, ISBN 978-88-99489-11-3
- Maramotti Politi Anna Lucia - Ravina Enrico (a cura di), Fondamenti per lo studio della Liuteria - Per una metodologia di salvaguardia e restauro dei Beni Liutari, Nuove Edizioni della Laguna, Mariano del Friuli (Gorizia), 2016, ISBN 978-88-99489-12-0
- XIII Convegno Internazionale di Studi - Vibo Valentia, Filosofia della Musica e Musica della Filosofia - Gusto, Costume e Politica in onore di Jean-Jacques Rousseau (1712-1778), Atti a cura di Antonella Barbarossa - Gianni Drascek, Nuove Edizioni della Laguna, Mariano del Friuli (Gorizia), ISBN 978-88-99489-19-9
- Lipizer Rodolfo, Die Lorelei - Raccolta di quattro lieder per soprano e pianoforte (rev. Flavio Quali), sillabe, Livorno, 2016, ISBN 978-88-8347-908-3
- Maramotti Politi Anna Lucia - Ravina Enrico, Saper Fare liutario, Nuove Edizioni della Laguna, Mariano del Friuli (Gorizia), 2017, ISBN 978-88-99489-21-2
- Zannerini Severino, Pinocchio senza il lupo... - Fiaba musicale per voce recitante coro e orchestra - edizione per le scuole, repertori Associazione Lipizer, sillabe, Livorno, 2017, ISBN 978-88-8347-967-0
- Scaramuzza Alessandra, Tu che m'hai preso il cuor - Auschwitz non era 'Il paese del sorriso' - La vera storia di Fritz Löhner-Beda, Nuove Edizioni della Laguna, Mariano del Friuli (Gorizia), ISBN 978-88-99489-16-8
- Max Fabiani, ACMA - L'anima del mondo 1958 (a cura di Kuzmin D. e Ugrin P.), Nuove Edizioni della Laguna, Mariano del Friuli (Gorizia), 2017, ISBN 978-88-99489-23-6
- Kuzmin Diego, Antonio Lasciac urbanista, Nuove Edizioni della Laguna, Mariano del Friuli (Gorizia), 2017, ISBN 978-88-99489-24-3
- Lipizer Rodolfo, Ich grolle nicht per canto, orchestra d’archi, arpa, due trombe in Fa (1941), revisione di Flavio Quali, sillabe, Livorno, 2017, ISBN 978-88-3340-002-0
- Franz Schubert – Lipizer Rodolfo, Ave Maria, trascrizione per canto, orchestra d’archi, arpa e organo, edizione a cura di Flavio Quali, Sillabe, Livorno, 2018, ISBN 978-88-3340-038-9
- Franz Schubert – Lipizer Rodolfo, SerenataSerenata, trascrizione per canto, orchestra d’archi e arpa, edizione a cura di Flavio Quali, sillabe, Livorno, 2018, ISBN 978-88-3340-039-6
- Alessandro Rolla, Concerto per violino e orchestra in Sib maggiore BI 523, partitura, parti orchestrali e riduzione per pianoforte, trascrizione ed edizione a cura di Pietro Zappalà, Sillabe, Livorno, 2018, ISBN 978-88-3340-015-0
- Sulpizi Fernando, Sant’Agostino, (Agostino d'Ippona) Le Confessioni-libro I, Nascita infanzia e fanciullezza, voce recitante, mezzosoprano, flauto, flauto in sol, Hyperprism Edizioni, Perugia, ISBN 979-07-0503-930-6
- Sulpizi Fernando, Sant’Agostino, (Agostino d'Ippona) Le Confessioni-libro II, Il sedicesimo anno, voce recitante, violino, chitarra, Hyperprism Edizioni, Perugia, ISBN 979-07-0503-931-3
- Sulpizi Fernando, Sant’Agostino, (Agostino d'Ippona) Le Confessioni-libro III, Desiderio d'amore, voce recitante e coro, Hyperprism Edizioni, Perugia, ISBN 979-07-0503-932-0
- Ozbot Fiorenza, Colombo Coen alla luce di documenti inediti. Il ritratto di un libraio, tipografo, editore e fotografo dell'Ottocento triestino e veneziano. Nuove Edizioni della Laguna, Mariano del Friuli (Gorizia), 2018, ISBN 978-88-99489-32-8
- Grasso Gioacchino, Pier Adolfo Tirindelli a Gorizia. Io che ci tengo ad essere quasi goriziano. Nuove Edizioni della Laguna, Mariano del Friuli (Gorizia), 2018, ISBN 978-88-99489-20-5
- Escher Franco - Lipizer Rodolfo, Oh tu stele, trascrizione per coro virile e orchestra d'archi, edizione a cura di F. Quali, sillabe, Livorno, 2019 ISBN 978-88-334-0070-9
- Vittore Veneziani - Lipizer Rodolfo, Mattinata, trascrizione per coro virile, orchestra d'archi e arpa, edizione a cura di F. Quali, sillabe, Livorno, 2019 ISBN 978-88-334-0111-9
- Antonio Lasciac - Lipizer Rodolfo, Orazion a la Madona di Mon Sant (Orazione alla Madonna di Monte Santo di Gorizia), trascrizione per coro virile, orchestra d'archi e campane, edizione a cura di F. Quali, sillabe, Livorno, 2019 ISBN 978-88-3340-100-3
- Vittore Veneziani /Lipizer R., Mattinata, trascrizione per Coro virile, Orchestra d'Archi e arpa a cura di Quali F., sillabe, Livorno, 2019;
- Johann Sebastian Bach /Lipizer R., Sei Sonate e Partite per violino solo di Johann Sebastian Bach (BWV 1001-1006) - Revisione fedelmente ricostruita dal manoscritto autografo, con suggerimenti di segni d’interpretazione e diteggiata di Rodolfo Lipizer, a cura di Fornaciari M. -  Qualli L. (testo italiano, francese, inglese, tedesco), Ricordi E.R. 3018, Milano, 2019 ISMN 979-0-041-83018-6
- Previdi Elena, Le opere di Vincenzo Bellini, Nuove Edizioni della Laguna, Mariano del Friuli (Gorizia), 2019 ISBN 978-88-99489-43-4
- Buzzi Peccia Arturo - Lipizer Rodolfo, Torna amore, a cura di F. Quali, sillabe Srl, Livorno, 2020
- Lipizer Rodolfo, Warum sind denn die Rosen so blaß,  per canto e pianoforte (1921), a cura di F. Quali,  sillabe Srl, Livorno, 2020 ISBN 978-88-33402-13-0
- Lipizer Rodolfo, Warum sind denn die Rosen so blaß, per canto e orchestra (1941), a cura di F. Quali, sillabe Srl, Livorno, 2020 ISBN 978-88-33402-14-7
- Pipolo Guido, Rapide corde vibranti nel tempo. Ricordi del Patriarcato di Aquileia, sillabe Srl, Livorno, 2020 ISBN 978-88-3340-169-0
- Ugrin Patrizia, Max Fabiani. Cartoline e grafica, Nuove Edizioni della Laguna, Mariano del Friuli, Gorizia, 2020 ISBN 978-88-99489-45-8
- Brancati Mario, Pericle: democrazie a confronto, Nuove edizioni della Laguna, Mariano del Friuli GO, 2022, ISBN 978-88-99489-59-5
- Brancati M. – Puia G., Noi muli di via Rastello, a cura di Roberto Covaz, Nuove edizioni della Laguna, Mariano del Friuli GO, 2022, ISBN 978-88-99489-61-8
- Calabretto Roberto, I primi anni della Société Musicale Indépendante - Uno sguardo sulla Francia musicale d’inizio secolo, Ed. della Laguna Mariano del Friuli GO, 2016, ISBN 978-88-99489-11-3
- Calabretto Roberto., La Generazione dell'Ottanta e il cinema - Ildebrando Pizzetti, Ed. della Laguna Mariano del Friuli GO, 2020, ISBN 978-88-99489-51-9
- Bazzini Antonio, Troisième Polonaise op. 57, per violino e pianoforte, trascrizione ed edizione critica a cura di Pietro Zappalà, Sillabe S.r.l., LI, 2021, ISBN 978-88-3340-251-2
- Buttò G. – Lipizer R., Ave Maria, trascrizione. per soprano solo, coro femminile, orchestra d’archi e organo, ed. a cura di F. Quali, Sillabe S.r.l., LI, 2021, ISBN 978-88-3340-230-7
- Previdi Elena, Inferno - Fantasia per violino e voce su temi del Quinto Canto dell’Inferno di Dante, nel 700º anniversario della morte, Sillabe S.r.l., LI, 2021, ISBN 978-88-3340-233-8
- Kreutzer Rodolphe, 42 Studi per violino, revisione a cura di – revised by Marco Fornaciari, testo italiano, inglese, Armelin musica, PD, 2022, ISMN 979-0-2158-2618-2
- Pipolo Guido, Con intensi suoni. Tre dialoghi concertanti per violino e pianoforte – Three concertante dialogues for violin and piano, Sillabe S.r.l., LI, 2021, ISBN 978-88-3340-263-5
- Rodolfo, L’Arte e la Tecnica del Vibrato sul Violino e Viola, 1ª e 2ª parte (1967), testo italiano, francese, inglese, tedesco, Ricordi MI, 2022, E.R. 2963, ISBN 979-0-041-82963-0
- Seghizzi C.A. – Lipizer R., 1a Gotis di rosade, Rapsodia di canti popolari friulani, trascrizione per coro virile, orchestra d’archi e arpa, Sillabe S.r.l., LI, 2021, ISBN 978-88-3340-252-9
- Quali Flavio, 39 Solfeggi parlati di media difficoltà e difficili nel doppio pentagramma, Sillabe S.r.l., LI, 2022, ISBN 978-88-334-0338-0
- Sulpizi Fernando, Quattro racconti narrati due volte, Quattro capricciosi et piacevoli ragionamenti per violino e orchestra, testo italiano, inglese, Sillabe S.r.l., LI, 2022, ISBN 978-88-3340-280-2
- Sulpizi Fernando, Quattro racconti narrati due volte, Quattro capricciosi et piacevoli ragionamenti per violino e pianoforte, testo italiano, inglese, trascrizione di - trascription of Lorenzo Sbaffi, Sillabe S.r.l., LI, 2022, ISBN 978-88-3340-281-9
- Drascek Gianni, XXII Convegno Internazionale sul Violino - ATTI (2021), Nuove edizioni della Laguna, Mariano del Friuli GO, 2022, ISBN 978-88-99489-58-8
- Kuzmin Diego, Antonio Lasciac architetto, Nuove Ed. della Laguna, Mariano del Friuli GO, 2022, ISBN 978-88-99489-62-5
- Fabrizio, Silenzio la musica vi parla. Dalla parte dell’interprete. Romanzo filosofico-musicale, Nuove edizioni della Laguna, Mariano del Friuli GO, 2022, ISBN 978-88-99489-55-7
- Zoccatelli Virginio, Il mio cuore elegiaco per violino e pianoforte, nel 100° della nascita di P.P. Pasolini, testi italiano, inglese, Sillabe S.r.l., LI, 2022, ISBN 978-88-3340-3014
- Lipizer Rodolfo, La Tecnica Basilare del Violino, edizione a cura di L Qualli, Ed. Ricordi, MI, 2023 ISBN 978-88-3340-3748
- Maramotti Politi Anna Lucia - Ravina Enrico (a cura di), La corda musicale, Nuove edizioni della Laguna, Mariano del Friuli GO, 2024
- Drascek Gianni, XXIII Convegno Internazionale sul Violino - Atti (2022), Nuove edizioni della Laguna, Mariano del Friuli GO, 2024  ISBN 978-88-99489-69-4